# Юниън (окръг, Ню Мексико)
Вижте пояснителната страница за други значения на Юниън.
Окръг Юниън (на английски: Union County) е окръг в щата Ню Мексико, Съединени американски щати. Площта му е 9922 km², а населението – 4187 души (2017). Административен център е град Клейтън.